# Cooltong Conservation Park
Cooltong Conservation Park är en park i Australien. Den ligger i delstaten South Australia, omkring 200 kilometer nordost om delstatshuvudstaden Adelaide.
Närmaste större samhälle är Berri, omkring 12 kilometer söder om Cooltong Conservation Park. 
Omgivningarna runt Cooltong Conservation Park är i huvudsak ett öppet busklandskap. Runt Cooltong Conservation Park är det mycket glesbefolkat, med 4 invånare per kvadratkilometer. Genomsnittlig årsnederbörd är 299 millimeter. Den regnigaste månaden är februari, med i genomsnitt 67 mm nederbörd, och den torraste är oktober, med 7 mm nederbörd.